# Маргиналы (фильм, 2024)
«Маргиналы» или «Отребье» (англ. Lowlifes) — канадский фильм ужасов 2024 года, дебют режиссеров Теша Гуттиконды и Митча Оливера по сценарию Аль Каплана. Фильм был выпущен на американском стриминг-сервисе Tubi.

## Сюжет
Мужчина по имени Мелиор бежит от кого-то по лесу, однако преследователь ловит его и перерезает горло, после чего утаскивает труп Мелиора в неизвестном направлении.
Семья, состоящая из Кита — главы семейства, Кэтлин — его жены, а также их детей — Джеффри и Эми, устраивает пикник на природе, во время путешествия на доме на колесах. Их отдых прерывают двое мужчин — Верн и Билли, которые ищут своего родственника — Мелиора. Они с настойчивостью и подозрением расспрашивают семью о Мелиоре, после чего хотят даже проверить их транспорт, однако Кит спроваживает их, а Джеффри дает напоследок шоколадку Верну, после чего оба мужчины уезжают. Семейство отправляется дальше в дорогу, однако по пути вновь натыкаются на Билли и Верна — у них сломался пикап, и они просят подвезти их до дома. Кит неохотно соглашается, так как Верн держит в руках ружье, однако тот тоже идет на уступку и остается сторожить пикап, отправляя с семейством только Билли. Поездка продолжается, Билли ведет себя странно, однако когда он открывает блокнот, куда Джеффри записывает ход игры во время поездки, он замечает, что почерк в блокноте похож на почерк Мелиора. Но в этот же момент Джеффри вонзает ему в шею ножи, убивая его. Оказывается, что семья Кита — маньяки, которые убивают недостойных, по их мнению, людей, после чего складывают части тел в холодильник, иногда поедая их. Они же убили и Мелиора. Кит расчленяет Билли, кладет его глаз в пакет и дает Эми, для дальнейшего поедания. 
Они едут дальше и уже ближе к вечеру приезжают в дом к Билли и Верну, где живут также старик по имени Невилл, а также сестры Саванна и Джули, которым семейство Кита говорит, что у них сломалась машина и Невилл пускает их на ночь к себе в дом. Во время ужина Кит с семьей хотят убить Невилла и сестер, но с работы возвращается муж Джули — Большой Мак, из-за которого они не решаются на убийство. Однако Джеффри дает ему и Джули шоколад (в котором, как позже окажется, был яд). В это время Верн, оставшийся сторожить пикап, испытывает несварение от шоколада, но отказывается ехать с помощником шерифа Уайтом, который натыкается на него во время патрулирования, тем не менее, позже, Верн отправляется домой пешком. После игры на пианино от Саванны, все люди расходятся по комнатам. Джеффри хочет убить кого-нибудь из обитателей дома, но Кит велит ему ждать. Эми устраивается в комнате Саванны, которая оказывается лесбиянкой, как и Эми, поэтому последняя, в качестве элемента отвлечения начинает заигрывать с Саванной. Пока они целуются, курят косяк и разговаривают, Джули и Большому Маку становится плохо. Джули запирается в туалете, а Мак идет на улицу, где на него нападает Джеффри и после потасовки, душит его, воспользовавшись плохим самочувствием Мака. В это время Кит зарубает топором спящего Невилла, после чего зовет Джеффри в дом, где вместе с Кэтлин ругает его за нарушение плана. Эми хочет зарезать Саванну, но та случайно сталкивает ее с кровати и Эми ранит свою ногу ножом. Саванна отправляется в сарай за аптечкой, но замечает Кита и Кэтлин, вышедших из своего дома на колесах. Когда они уходят, Саванна пробирается в туда и находит труп Большого Мака и вещи Билли. В это же время Джули находит рядом с унитазом пакет Эми с глазом внутри, но при выходе из туалета ее ловит Кит и заставляет Кэтлин убить Джули. Но Саванна стреляет из лука и смертельно ранит Кэтлин попаданием стрелы в горло.
Кит, Джеффри и Эми в ярости, и используют Джули, чтобы выманить Саванну. Она влезает в дом через окно и берет в заложники Джеффри, однако ради сестры сдается и ее тоже связывают. Кит и Эми всячески пытают сестер, но Саванна говорит Киту об ориентации Эми и между ними завязывается словесная перепалка. Саванна, улучив момент, отвязывается и втыкает Киту вилку в глаз. В этот же момент возвращается Верн и ранит Кита из ружья, после чего начинается драка, в ходе которой Саванна ломает Джеффри шею скалкой, Кит убивает ножом Верна, а затем Джули разбивает Киту голову прикладом ружья. Сестры радуются освобождению, но выжившая Эми закалывает ножом Джули. После короткой схватки между Саванной и Эми, последняя выбегает из дома, а Саванна хватает кувалду и выбегает за ней следом, но на крыльце ее убивает выстрелом из пистолета приехавший Уайт. Посчитав, что Саванна напала на Эми, он сажает выжившую девушку в машину и сообщает диспетчеру о произошедшем. Затем Уайт отправляется к дому на колесах, решив проверить его, но Эми подкрадывается сзади и убивает его своим ножом.
В финальной сцене Эми поджигает дом со всеми уликами, после чего садится за руль дома на колесах и уезжает.

## В ролях
| Актер             | Роль                 |
| ----------------- | -------------------- |
| Аманда Фикс       | Эми                  |
| Мэттью Маккоулл   | Кит                  |
| Бренна Ллевелин   | Саванна              |
| Элиз Левек        | Кэтлин               |
| Джош Захария      | Джеффри              |
| Кассандра Суотелл | Джули Энн            |
| Ричард Хэрмон     | Верн                 |
| Кевин МакНалти    | Невилл               |
| Бен Салливан      | Билли                |
| Дейли Нельсон     | Большой Мак          |
| Александр Кэлверт | Помощник шерифа Уайт |
| Тодд Мастерс      | Мелиор               |

## Саундтрек
Саундтрек для фильма был написан канадским звукорежиссером и композитором Джорданом Эндрю. Композиция «Feeding Off Your Love» была записана с участием певицы под псевдонимом Sorah.
| №   | Название                | Автор(ы)             | Длительность |
| --- | ----------------------- | -------------------- | ------------ |
| 1.  | «Feeding Off Your Love» | Джордан Эндрю, Sorah | 2:21         |
| 2.  | «Fvckin Idiot»          | Джордан Эндрю        | 1:31         |
| 3.  | «Smell Familiar»        | Джордан Эндрю        | 1:28         |
| 4.  | «Suspicious»            | Джордан Эндрю        | 1:48         |
| 5.  | «I Will Be Two Minutes» | Джордан Эндрю        | 2:00         |
| 6.  | «Dreams»                | Джордан Эндрю        | 3:46         |
| 7.  | «I Need Help»           | Джордан Эндрю        | 2:04         |
| 8.  | «No More Excuses»       | Джордан Эндрю        | 1:44         |
| 9.  | «Allurement»            | Джордан Эндрю        | 2:22         |
| 10. | «That Pig»              | Джордан Эндрю        | 4:34         |
| 11. | «Not Bad Sweetheart»    | Джордан Эндрю        | 2:56         |
| 12. | «I Am So Over You»      | Джордан Эндрю        | 1:18         |

## Награды и номинации
| Год  | Результат | Награда или фестиваль | Категория                                         | Номинированы или награждены |
| ---- | --------- | --------------------- | ------------------------------------------------- | --------------------------- |
| 2024 | Номинация | UBCP Award            | Лучшая главная роль                               | Мэттью Маккоул              |
| 2024 | Номинация | CASMA Award           | Лучшая музыка к фильму для специализированного ТВ | Джордан Эндрю               |